# Максиміліан Дудрик
Максиміліан Теофіл Дудрик, з 1934 р. Дудрик-Дарлевський (нар. 1 січня 1885, Рудки — пом. 1 липня 1962, м. Варшава) — польський спортивний і туристичний діяч, альпініст, фотограф, за освітою інженер доріг і мостів, а також архітектор.

## Біографія
Він був випускником будівельного факультету Львівської політехніки. З початку ХХ століття був активним учасником громадських, туристичних та спортивних організацій у Львові. Був членом Товариства спортивних ігор (з 1904), Товариство Татри (з 1907 р.), Карпатське товариство лижників (співзасновник та віце-президент у 1910—1912 рр.), а також Академічного туристичного клубу (з 1909 року). Брав активну участь у заснуванні львівських спортивних клубів: «Лехія» та «Погонь». Також належав до організації «Сокіл». Як інженер допомагав будувати турбази КТЛ у Славську.
З 1904 року підіймався в гори Татри, серед компаньйонів були Зигмунд Клеменсевич, Роман Кордис та Єжи Масланка. Разом вони належали до львівського «Гуртка Татри», до нього належали 12 осіб, які досліджували різні питання, що стосувалися Татр. Пізніше брав участь у підйомі через поріг Яструбиної долини (1906), зимових спробах підйомів через Козій Перевал на Козій Верх і на Мніха, лижна траверса з Гевонт від долини Маленький Луг до Кондратової долини (обидва в 1907 р.), так і на першому переході північно-західної стіни Малої Крижаної вершини (літо 1907 р.). Він був перших, хто зробив вдалі світлини скалелазінь у 1907 році на Великій Збойній Турні. Крім Татрів, він також практикував катання на лижах у Східних Карпатах (підйом на Добошанку в Горганах у лютому 1906 і перетинання хребта Свідовець в 1908 році) та Альпах в Австрії.
Хоч, як альпініст, він не брав участі в найважливіших підйомах своєї доби, але належав до найкращих фотографів Татрів та Східних Карпат початку ХХ століття. Його світлини публікували в журналах «Татрівник» (1908—1911) і «Мандрівник» (1911). Більшість фотографій підписано «Д. К. К.» (Дудрик, Клеменсевич, Кордис).
У 1904 році працював інженером у львівському губернаторстві. Призваний до армії, він вступає до Інженерного полку зі званням «прапорщик». Швидше за все, як член екіпажу Перемишльської фортеці, він потрапив у полон до росіян в 1915. У Росії перебував в Оренбурзі, де працював при будуванні електростанції. Там познайомився зі своєю дружиною, Марією Андреєвою. Лише в 1924 році він повертається в Польщу і оселяється у Варшаві. Працював експертом при будівництві Вітчизняного Господарчого банку та Інвестиційного банку. Знову зацікавився діяльністю спортивних організацій: Варшавський лижний клуб (був одним із засновників), Польська лижна асоціація (багаторічний член правління) та WKS «Legia» Варшава. У 1925 році видав «Гірськолижний путівник по Східних Карпатах». У 1928—1929 роках керував будівництвом Центрального Інституту фізичного виховання у Варшаві. Разом з Олександром Кодельським був дизайнером стадіону Легія Варшава, відкритого в 1930 році.
19 березня 1931 р. «За заслуги у галузі розвитку спорту» Президент Республіки Польща Ігнацій Мощицький нагородив «Золотим Хрестом за заслуги».
Похований на бродновському кладовищі у Варшаві.